# Résolution 919 du Conseil de sécurité des Nations unies
Membres permanents
- Chine
- États-Unis
- France
- Royaume-Uni
- Russie

Membres non permanents
- Argentine
- Brésil
- Djibouti
- Espagne
- Nigéria
- Nouvelle-Zélande
- Oman
- Pakistan
- République tchèque
- Rwanda

Résolution no 918 Résolution no 920
La résolution 919 du Conseil de sécurité des Nations Unies a été adoptée à l'unanimité le 25 mai 1994. Après avoir rappelé toutes les résolutions sur l'Afrique du Sud, en particulier les résolutions 282 (1970), 418 (1977), 421 (1977), 558 (1984) et 591 (1986), le Conseil de sécurité s'est félicité des récentes élections générales et du nouveau gouvernement et a décidé, en vertu du Chapitre VII de la Charte des Nations Unies, de mettre fin à l' embargo sur les armes et à toutes les autres sanctions qu'il avait imposé contre l'Afrique du Sud,.
Les mesures imposées dans d’autres résolutions seraient également supprimées. Le Comité des sanctions du Conseil de sécurité créé par la résolution 421 a également été dissous.
Thabo Mbeki, vice-président de l'Afrique du Sud, a salué la levée des sanctions, déclarant qu'elles constituaient « une acceptation par l'organisation mondiale que nous [l'Afrique du Sud] sommes devenus un pays démocratique ».

## Voir également
- Boycott académique de l'Afrique du Sud
- Négociations sur le démantèlement de l'apartheid en Afrique du Sud
- Apartheid
- Boycott sportif de l'Afrique du Sud
- Sanctions internationales